# کوه رائوسو
کوه رائوسو (به ژاپنی: 羅臼岳, Mount Rausu) یکی از کوه‌های استان هوکایدو در ژاپن است. نام این کوه در کتاب فهرست صد کوه معروف ژاپن آمده‌است. ارتفاع این کوه ۱۶۶۰٫۴ متر است.

## نگارخانه

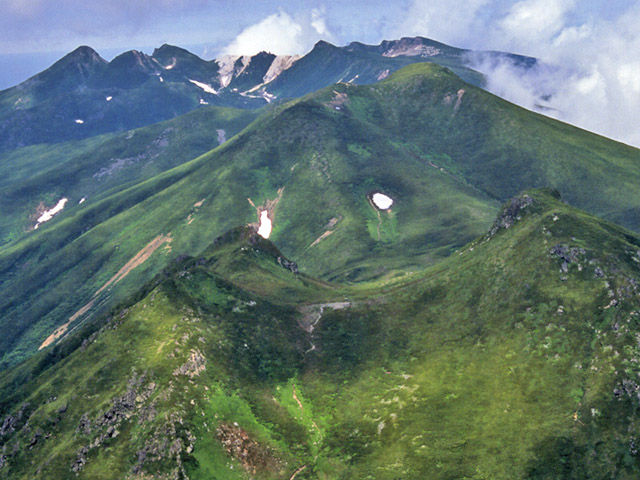
قله شیره‌توکو
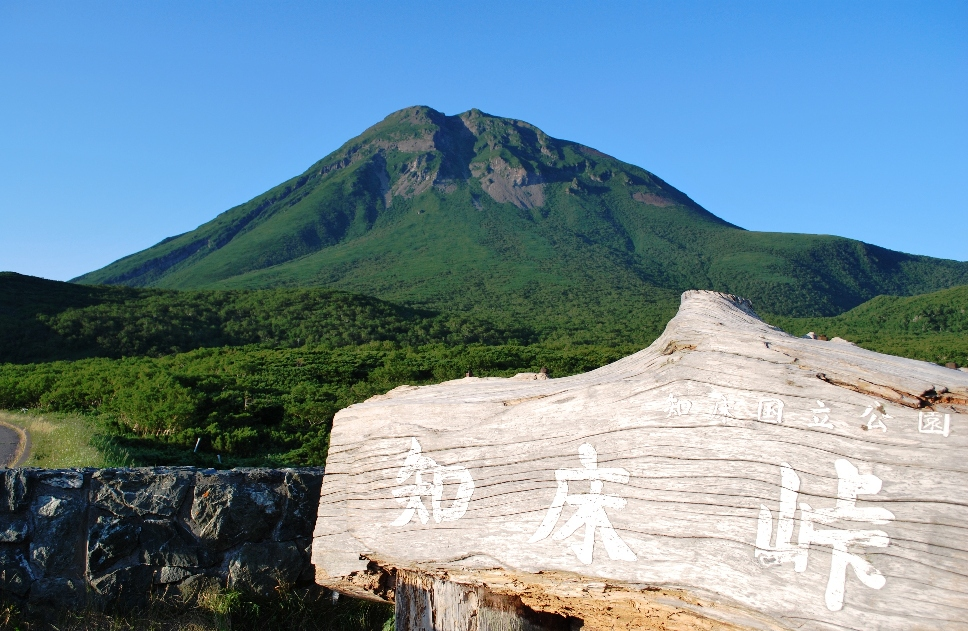
کوه رائوسو-داکه